# Teletón México
O Teletón México é um evento começado em 1997 inspirado em Teletón Chile (vigente desde 1978),  no qual, através de uma transmissão de televisão e rádio a mais de 24 horas, se tenta arrecadar dinheiro para ajudar à criação de Centros de Reabilitação Infantil Teletón (CRIT) para meninos com diferentes deficiências. A proposta  nasceu da iniciativa de Fernando Landeros e a Fundação México Unido. O Teletón México é produzido pela Televisa junto com mais de 600 meios mexicanos e estrangeiros, bem como a mais de um cento de assinaturas comerciais que patrocinam o evento. A missão estabelecida para o Teletón é "prover conhecimentos sobre as discapacidades físicas, dando uma forte mensagem sobre o respeito, a igualdade e o apoio à gente nestas condições".
Os últimos eventos têm durado ao redor de 30 horas e desde 1997 tem começado na primeira sexta-feira de dezembro, ainda que em 2013 levou-se a cabo na última sexta-feira e sábado de novembro. O último evento Teletón aconteceu entre 05 e 06 de dezembro de 2014 e sempre tem sido conceptuado como "um projecto de unidade nacional onde os mexicanos tem a oportunidade de se reunir e trabalhar por uma mesma causa". Até 2003 a última etapa do evento tinha sido marcada por um concerto no Estádio Azteca; a partir de então tem mudado de sede: em 2004 e 2005 foi no Zócalo da Cidade de México, em 2006  teve lugar no Foro Sol, de 2007 até 2013 tem sido levado ao Auditório Nacional, na edição do 2014, todo o programa tem sido transmitido no Foro 2 da Televisa San Ángel e na edição de 2015.
Uma diferença curiosa com os outros teletons na América Latina, é que no México, "Teletón", é um nome masculino, portanto chama-se a si mesmo "O" Teletón, quando todos os demais recebem o nome "A" Teletón, em feminino.

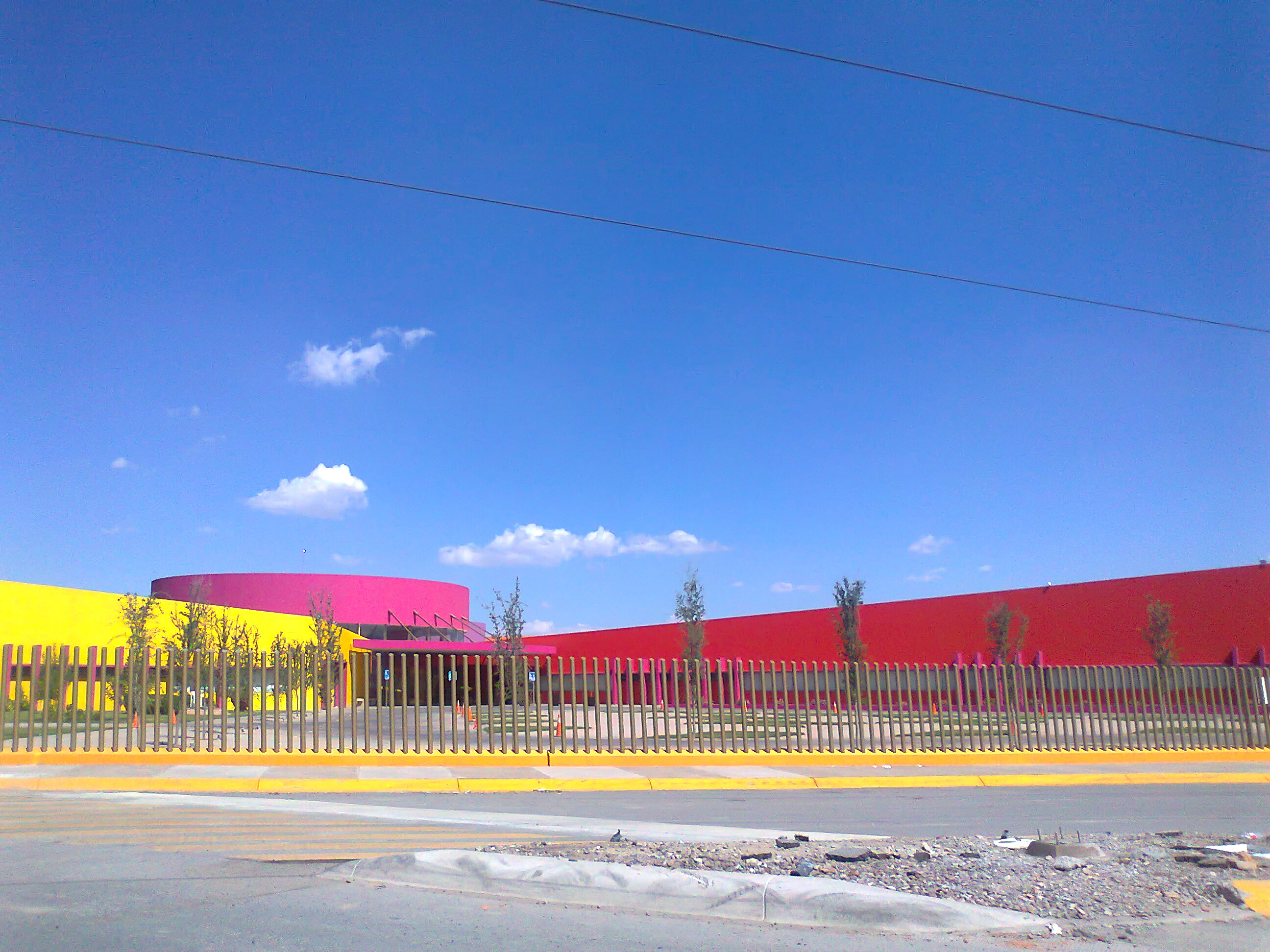
CRIT Durango, localizado em Gómez Palácio.

Além da criação de CRIT ao redor do país, o Sistema CRIT e a Universidade Autónoma do Estado de México (UAEM) assinaram um acordo em 2000 para a criação de duas licenciaturas dedicadas à formação de profissionais capazes de trabalhar com os meninos nos CRITs e permitiu a criação do Instituto Teletón de Estudos Superiores em Reabilitação (ITESUR) em 2007, passando a converter-se em 2013 na Universidade Teletón (UT), que se localiza a um custado do primeiro CRIT construído. O ITESUR foi a primeira universidade em México que conferiu títulos em terapia ocupacional e em fisioterapia. Actualmente a Universidade Nacional Autónoma de México (UNAM) tem integrado à carreira de fisioterapia em sua lista de carreiras de nova criação.
Desde 1997 até 2004, a actriz e cantora mexicana, Lucero esteve fortemente envolvida na cada Teletón, sendo inclusive a principal condutora durante a maior parte da transmissão. Após uma controvérsia que envolveu a seu pessoal de segurança e os meios, seu papel foi diminuído e muitas outras personalidades da Televisa têm sido incluídas durante a transmissão, entre elas: Marco Antonio Regil, Carlos Loret de Mola, Pedro Ferriz de Com, Galilea Montijo, Chabelo e Joaquín López-Dóriga.
O primeiro Teletón foi transmitido o 12 de dezembro de 1997, no dia que Televisa, junto com outros 70 meios de comunicação o organizaram. Ao final da cerimónia a meta foi atingida e com uma grande margem de ganho. Desde então a meta sempre tem sido a mesma quantidade que foi arrecadada no último ano, mais um peso mexicano.
Cabe destacar que, a diferença da grande crença popular, ainda que o Teletón seja transmitido por Televisa e se diga que não é parte desta empresa em realidade pertence tal qual a esta empresa. A televisora não é, como centos de marcas, um patrocinador mais sina mas bem é a proprietária desta companhia . A Televisa dá o grande apoio de prestar 2 dias de sua programação para transmitir unicamente o Teletón. Um tempo tentou-se que o programa fosse transmitido pelas duas televisoras maiores do país: Televisa e TV Azteca, mas esta última queria a exclusividade do programa pelo qual nunca se chegou a nenhum trato e ao final a transmissão seguiu sendo sozinho na Televisa.
O CRIT é a unidade médica e de reabilitação infantil privada maior do mundo, além de ser uma das mais importantes por seus resultados.

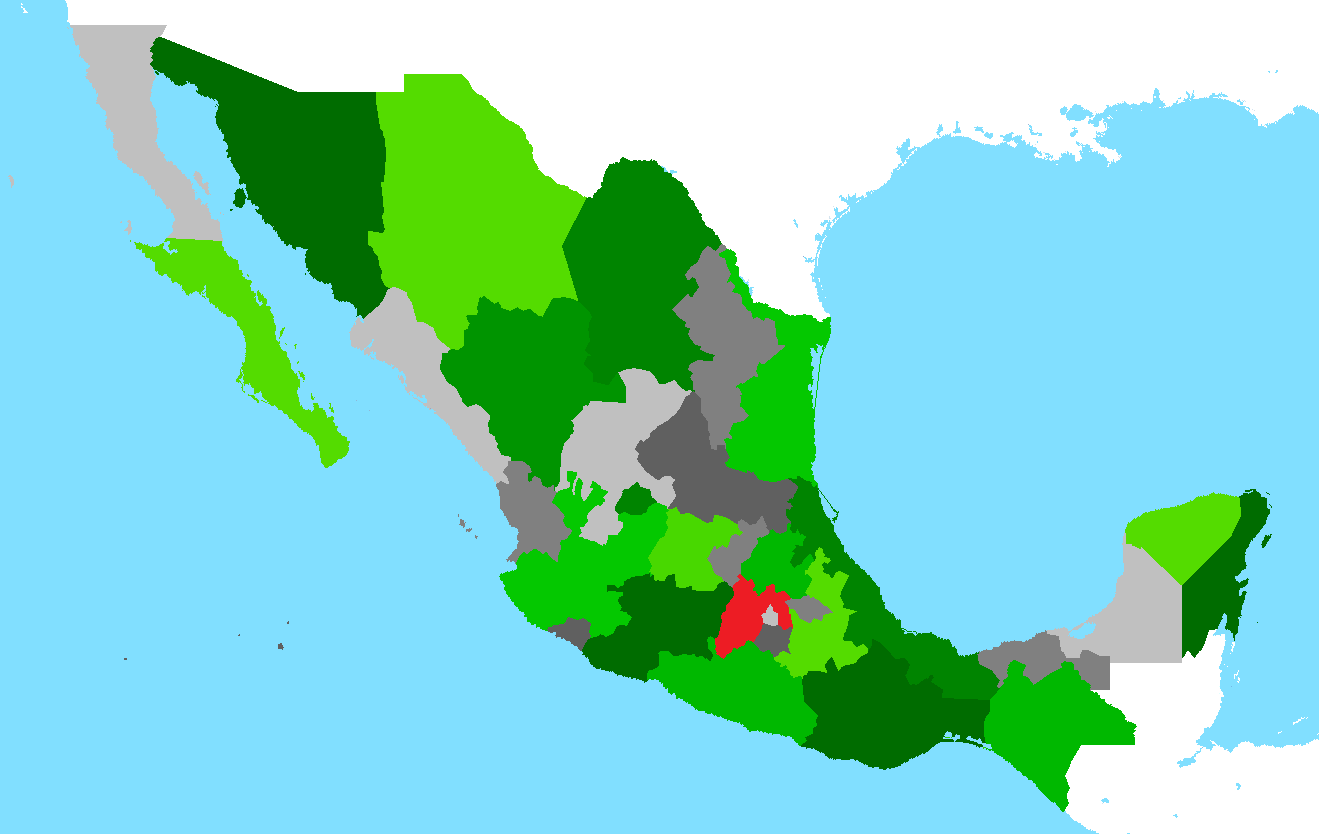
Estados que contam com dois CRIT's em vermelho
Estados que contam com um CRIT em verde

## Lucros obtidos
O Teletón sempre tem atingido a meta e inclusive tem tido muitos ganhos que têm permitido a construção de 21 CRIT e a construção actual de outro. A localização dos CRIT é decidida em bases geográficas, procurando que a cada região do país tenha pelo menos um, ainda que tem sido dito que a meta é construir um na cada estado. Alguns outros são construídos em áreas que "lho têm ganhado" dependendo do dinheiro que têm arrecadado em edições anteriores:
| Lucro                                    | Localização                           | Colocação 1ª Pedra      | Data de Inauguração.   | Superfície em m² | Custo em MXN$ |
| ---------------------------------------- | ------------------------------------- | ----------------------- | ---------------------- | ---------------- | ------------- |
| CRIT Estado de México                    | Tlalnepantla de Baz, Estado de México | 26 de março de 1998     | 13 de maio de 1999     |                  |               |
| CRIT Occidente                           | Guadalajara, Jalisco                  | 29 de setembro de 2000  |                        |                  |               |
| CRIT Oaxaca                              | San Raymundo Jalpan, Oaxaca           | 19 de abril de 2001     | 7 de dezembro de 2001  | 84 000 000       |               |
| CRIT Aguascalientes                      | Aguascalientes, Aguascalientes        | 6 de dezembro de 2002   |                        |                  |               |
| CRIT Coahuila                            | Saltillo, Coahuila                    | 5 de dezembro de 2003   |                        |                  |               |
| CRIT Guanajuato                          | Irapuato, Guanajuato                  | 5 de dezembro de 2003   |                        |                  |               |
| CRIT Hidalgo                             | Pachuca, Hidalgo                      | 26 de janeiro de 2005   | 25 de novembro de 2005 | 43 000           |               |
| CRIT Chihuahua                           | Chihuahua, Chihuahua                  | 23 de novembro de 2006  |                        |                  |               |
| CRIT Chiapas                             | Tuxtla Gutiérrez, Chiapas             | 28 de novembro de 2006  |                        |                  |               |
| ITESUR Estado de México                  | Tlalnepantla de Baz, Estado de México | 23 de novembro de 2007  | 9387,01                |                  |               |
| CRIT Quintana Roo                        | Cancún, Quintana Roo                  | 26 de fevereiro de 2007 | 27 de novembro de 2007 | 60 000           |               |
| CRIT Nezahualcóyotl                      | Nezahualcóyotl, Estado de México      | 29 de novembro de 2007  |                        |                  |               |
| CRIT Tamaulipas                          | Altamira, Tamaulipas                  | 7 de março de 2008      | 26 de novembro de 2008 | 45 000           |               |
| CRIT Yucatán                             | Mérida, Yucatán                       | 14 de janeiro de 2009   |                        |                  |               |
| CRIT Veracruz                            | Poza Rica, Veracruz                   | 18 de fevereiro de 2009 | 18 de novembro de 2009 | 200 000 000      |               |
| CRIT Durango                             | Gómez Palácio, Durango                | 25 de novembro de 2009  |                        |                  |               |
| CRIT Sonora                              | Hermosillo, Sonora                    | 11 de fevereiro de 2010 | 15 de novembro de 2010 | 54 456           | 180 000 000   |
| CRIT Baixa Califórnia Sur                | La Paz, Baixa Califórnia Sur          | 17 de fevereiro de 2010 | 23 de novembro de 2010 | 52 029           |               |
| CRIT Povoa                               | San Andrés Cholula, Povoa             | 4 de março de 2011      | 24 de novembro de 2011 | 62 000           |               |
| CRIT Cidade de México                    | Iztapalapa, Distrito Federal          | 9 de março de 2011      | 25 de novembro de 2011 | 30 000           |               |
| CAT Ecatepec                             | Ecatepec de Morelos, Estado de México | 15 de março de 2012     | 14 de novembro de 2012 | 10 000           | 60 000 000    |
| CRIT Guerreiro                           | Acapulco, Guerreiro                   | 8 de março de 2012      | 22 de novembro de 2012 | 60 000           | 230 000 000   |
| UT Estado de México                      | Tlalnepantla de Baz, Estado de México | Reinaugurado            | 22 de janeiro de 2013  | 9387,01          |               |
| CRIT Michoacán                           | Morelia, Michoacán                    | 9 de abril de 2013      | 14 de novembro de 2013 |                  |               |
| META Querétaro                           | Querétaro, Querétaro                  | 29 de março de 2012     | 21 de novembro de 2013 | 50 000           | 930 000 000   |
| CRIT Baixa Califórnia                    | Tijuana, Baixa Califórnia             | 12 de março de 2015     | 11 de dezembro de 2015 |                  |               |
| Outros lucros Teletón em infra-estrutura |                                       |                         |                        |                  |               |
| UNOT Tabasco                             | Villahermosa, Tabasco                 | 14 de março de 2008     | 6 de novembro de 2008  | 2345             | 38 000 000    |
| CSSA Novo Juan do Grijalva               | Novo Juan do Grijalva, Chiapas        | 1 de abril de 2008      | 3 de dezembro de 2009  | 11,25 milhões    |               |

## Meninos atendidos no sistema CRIT
Quantidade de meninos/famílias atendidas desde a abertura da cada CRIT, os quais estão ordenados em função de sua ordem de inauguração.
| CRIT                 | Clínicas | Meninos/famílias | Pacientes | Serviços  | Famílias egresadas |
| -------------------- | -------- | ---------------- | --------- | --------- | ------------------ |
| Estado de México     | 13       | 15 068           | 45 204    | 3 137 629 | 4980               |
| Occidente            | 12       | 12 627           | 37 881    | 2 238 764 | 4254               |
| Oaxaca               | 4        | 4797             | 14 391    | 1 032 312 | 988                |
| Aguascalientes       | 6        | 5 597            | 16 794    | 1 218 036 | 1828               |
| Coahuila             | 3        | 3751             | 11 253    | 777 510   | 739                |
| Guanajuato           | 4        | 4355             | 13 065    | 903 312   | 1276               |
| Hidalgo              | 3        | 2647             | 7941      | 736 611   | 780                |
| Chihuahua            | 3        | 2451             | 7353      | 643 277   | 646                |
| Chiapas              | 6        | 4315             | 12 945    | 752 188   | 837                |
| Nezahualcóyotl       | 6        | 3 272            | 9816      | 680 890   | 566                |
| Quintana Roo         | 3        | 2266             | 6798      | 454 864   | 425                |
| Tamaulipas           | 3        | 1991             | 5973      | 434 453   | 218                |
| Yucatán              | 3        | 2041             | 6123      | 384 972   | 292                |
| Durango              | 3        | 1866             | 5598      | 353 668   | 181                |
| Veracruz             | 3        | 1961             | 5883      | 345 704   | 259                |
| Sonora               | 3        | 1545             | 4635      | 237 686   | 126                |
| Baixa Califórnia Sur | 3        | 1225             | 3675      | 184 450   | 106                |
| Povoa                | 3        | 1334             | 4002      | 216 895   | 63                 |
| Cidade de México     | 3        | 1282             | 3846      | 170 898   | 71                 |
| Guerreiro            | 3        | 1084             | 3252      | 65 009    | 0                  |
| Michoacán            | 3        | 0                | 0         | 0         | 0                  |

## Participação de meios
Na primeira edição, Teletón contou com a participação de 70 meios nacionais, tendo um papel central as estações de televisão e rádio relacionadas ou sócias com Televisa, o que lhe permitiu fazer uma campanha de promoção a nível nacional. Para a edição de 2011 contou com a participação a mais de 600 meios nacionais e estrangeiros.

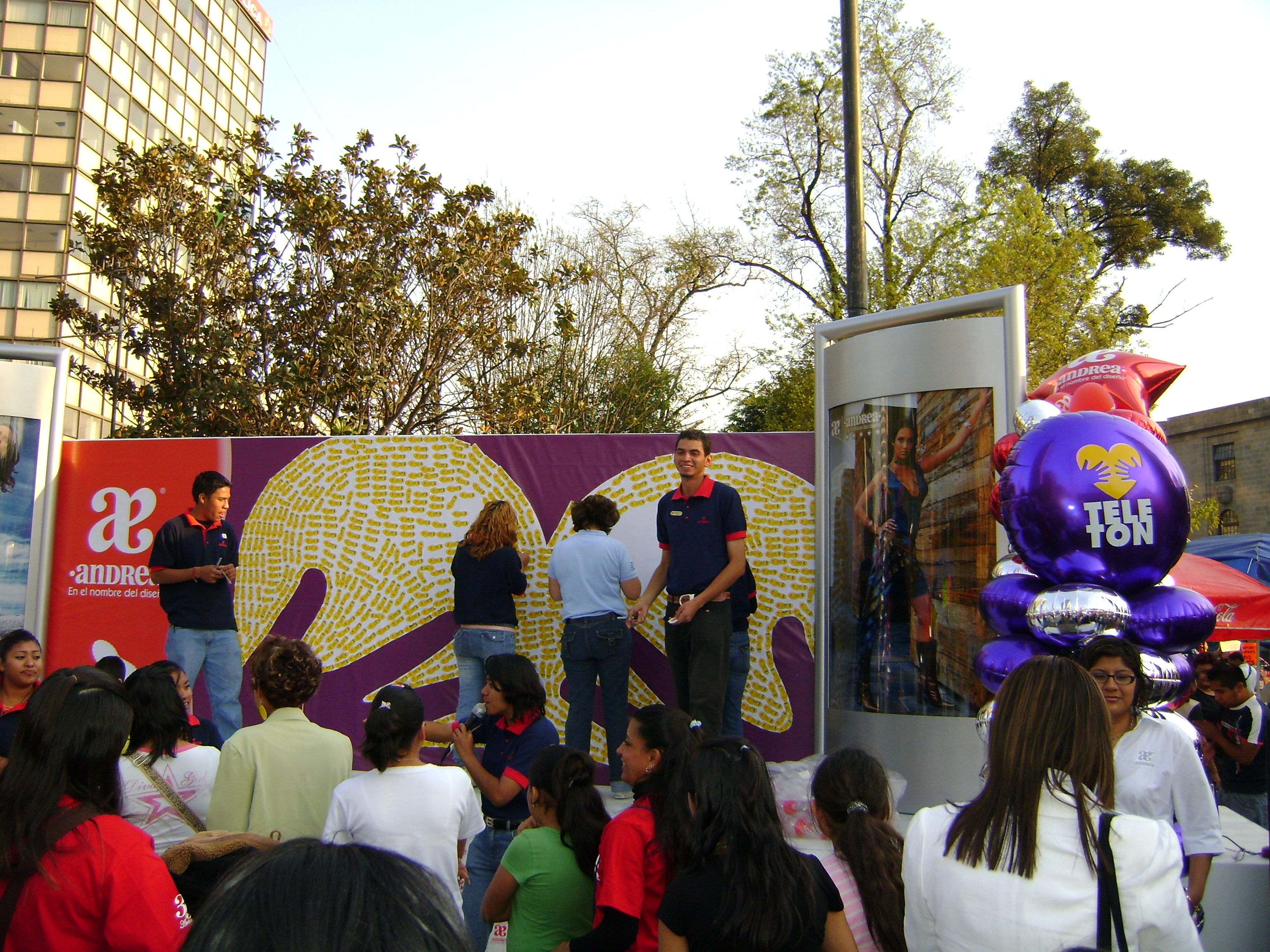
Voluntários do Teletón.

Em 2007 também marcou a primeira vez que se receberam doações de países estrangeiros com dinheiro sendo recebido da população hispana nos Estados Unidos e Canadá, bem como da Espanha.
Todas as edições do evento foram transmitidas em sua integridade (incluindo espaços publicitários) também pelo sinal internacional do Canal das Estrelas em suas três emissões.
| Ano                 | 1997 | 1998 | 1999 | 2000 | 2001 | 2002 | 2003 | 2004 | 2005 | 2006 | 2007 | 2008 | 2009 | 2010 | 2011 | 2012 | 2014 |
| ------------------- | ---- | ---- | ---- | ---- | ---- | ---- | ---- | ---- | ---- | ---- | ---- | ---- | ---- | ---- | ---- | ---- | ---- |
| Quantidade de meios | 70   | 229  | 287  | 336  | 392  | 428  | 471  | 506  | 560  | 577  | 580  | 590  | 622  | 650  | 653  | 680  | 701  |

| Média                | Número (2007) |
| -------------------- | ------------- |
| Estações de TV       | 72            |
| Estações de rádio    | 77            |
| Periódicos           | 192           |
| Revistas             | 131           |
| Meios externos       | 103           |
| Meios internacionais | 5             |
| Total                | 580           |

## Edições
| Teletón | Datas               | Meta em pesos mexicanos | Total arrecadado | Variação percentual                    | Aprox. em dólar estadounidense1   | Lema                               | Objectivos | Referência                 |
| ------- | ------------------- | ----------------------- | ---------------- | -------------------------------------- | --------------------------------- | ---------------------------------- | --- | -------------------------- |
| 1997    | 12 e 13 de dezembro | 80 000 000 MXN          | 138 496 840 MXN  | +73%                                   | 16 890 270 USDMXN 8,19 = USD 1    | Juntos faremos o milagre           | - Construir e equipar dois CRIT no Estado de México e Guadalajara (Occidente). - Formar o Fundo Teletón de Apoio a Instituições (FTAI), para ajudar a outras instituições que atendem à população com algum tipo de discapacidade. | [ 4 ] [ 5 ]                |
| 1998    | 4 e 5 de dezembro   | 138 496 841 MXN         | 142 937 440 MXN  | +3,2%                                  | 14 365 571 USDMXN 9,95 = USD 1    | O amor faz milagres                | - Garantir os recursos para o funcionamento dos dois CRIT. - Continuar as funções do FTAI. | [ 4 ] [ 5 ]                |
| 1999    | 3 e 4 de dezembro   | 142 937 441 MXN         | 158 224 117 MXN  | +10,7%                                 | 16 598 212 USDMXN 9,5326 = USD 1  | O amor faz milagres                | - Outorgar bolsas para os dois CRIT. - Continuar as funções do FTAI. | [ 4 ] [ 5 ]                |
| 2000    | 8 e 9 de dezembro   | 158 224 118 MXN         | 201 168 475 MXN  | +27,14%                                | 21 019 641 USDMXN 9,5705 = USD 1  | Vamos dar                          | - Construir e equipar o terceiro CRIT em Oaxaca. - Outorgar bolsas para os dois CRIT. - Garantir os recursos para o funcionamento dos dois primeiros CRIT. - Continuar as funções do FTAI. | [ 4 ] [ 5 ]                |
| 2001    | 7 e 8 de dezembro   | 201 168 476 MXN         | 207 408 620 MXN  | +3,1%                                  | 22 446 577 USDMXN 9,2401 = USD 1  | Estamos a esperar-te               | - Construir e equipar o quarto CRIT em Aguascalientes. - Outorgar bolsas para os três primeiros CRIT. - Continuar as funções do FTAI. - Doar o 5% do total do dinheiro às famílias mexicanas das vítimas que morreram nos atentados do 11 de setembro de 2001. | [ 4 ] [ 5 ]                |
| 2002    | 6 e 7 de dezembro   | 207 408 621 MXN         | 217 876 247 MXN  | +5,05%                                 | 21 266 178 USDMXN 10,2452 = USD 1 | Um passo mais!                     | - Construir e equipar o quinto e o sexto CRIT em Coahuila e Guanajuato, respectivamente. - Outorgar bolsas para os quatro primeiros CRIT. - Continuar as funções do FTAI. | [ 4 ] [ 5 ]                |
| 2003    | 12 e 13 de dezembro | 217 876 248 MXN         | 247 759 351 MXN  | +13,72%                                | 22 145 691 USDMXN 11,1877 = USD 1 | Fazemo-lo todos                    | - Construir e equipar o quinto e o sexto CRIT em Coahuila e Guanajuato. - Outorgar bolsas para os quatro CRIT. - Continuar as funções do FTAI. | [ 4 ] [ 5 ]                |
| 2004    | 3 e 4 de dezembro   | 247 759 352 MXN         | 305 650 421 MXN  | +23,37%                                | 27 424 153 USDMXN 11,1453 = USD 1 | Unidos pelo amor                   | - Construir e equipar o sétimo CRIT em Pachuca, Hidalgo. - Outorgar bolsas para os seis primeiros CRIT. - Continuar as funções do FTAI. | [ 4 ] [ 5 ]                |
| 2005    | 2 e 3 de dezembro   | 305 650 422 MXN         | 349 190 470 MXN  | +8,93%                                 | 33 178 187MXN 10,5247 = USD 1     | Ajudar é amar                      | - Construir e equipar o oitavo e o nono CRIT em Chihuahua e Chiapas, respectivamente. - Outorgar bolsas para os sete primeiros CRIT. - Continuar as funções do FTAI. | [ 5 ]                      |
| 2006    | 8 e 9 de dezembro   | 349 190 471 MXN         | 420 369 748 MXN  | +20,38%                                | 38 723 055 USDMXN 10,8558 = USD 1 | O amor faz milagres                | - Operação dos primeiros nove CRIT. - Construir e equipar o décimo e o undécimo CRIT em Cancún, Quintana Roo e em Nezahualcóyotl, Estado de México, respectivamente. - Outorgar bolsas para os nove CRIT. - Continuar as funções do FTAI | [ 5 ]                      |
| 2007    | 7 e 8 de dezembro   | 420 369 749 MXN         | 439 968 534 MXN  | +4,66%                                 | 40 599 862 USDMXN 10,8367 = USD 1 | O Teletón és tu                    | - Operação dos onze primeiros CRIT'. - Construir e equipar o duodécimo e o décimo terceiro CRIT em Yucatán e Tamaulipas, respectivamente. - Continuar as funções do FTAI. - Doar o 10% da soma arrecadada para ajudar à população afectada pela inundação de Tabasco e Chiapas de 2007. | [ 5 ]                      |
| 2008    | 5 e 6 de dezembro   | 439 968 535 MXN         | 442 974 150 MXN  | +0,68%                                 | 32 119 382 USDMXN 13,7115 = USD 1 | O Teletón faze-lo tu               | - Operação dos primeiros treze CRIT. - Construir e equipar o decimocuarto e decimoquinto CRIT em Durango e Veracruz. - Continuar as funções do FTAI. - Criação da especialidad em medicina de reabilitação e licenciatura em terapia física e ocupacional no ITESR (Instituto Teletón de Estudos Superiores em Reabilitação). - Reequipamiento com nova tecnologia em todos os CRIT existentes até o momento. | [ 5 ] [ 6 ]                |
| 2009    | 4 e 5 de dezembro   | 442 974 151             | 443 341 815      | +0,52%                                 | $35 194 517MXN 12,5969 = USD 1    | Não há impossíveis                 | - Construir e equipar o decimosexto e decimoséptimo CRIT em Hermosillo, Sonora e La Paz, Baixa Califórnia Sur. - Ajudar aos meninos com cancro aparte de ajudar a meninos com discapacidade em todos os CRITs que há em todo o país para dar uma melhor qualidade nos tratamentos e adquirir novas tecnologias para enfrentar a doença.                                                                       | [ 7 ] [ 8 ]                |
| 2010    | 3 e 4 de dezembro   | 443 341 816 00 MXN      | 446 851 910 MXN  | +0,36%                                 | 36 229 865 USDMXN 12,3338 = USD 1 | O melhor de ti faz grande a México | - Construir e equipar o decimoctavo e decimonoveno CRIT em Povoa e o Distrito Federal | [ 9 ] [ 10 ] [ 11 ] [ 12 ] |
| 2011    | 2 e 3 de dezembro   | 446 851 911 MXN         | 471 472 925 MXN  | +5.5%                                  | 34 590 823 USD 13,63 MXN= USD 1   | Caminhemos juntos                  | - Construir e equipar o vigésimo CRIT em Guerreiro. - Construir o primeiro centro para meninos com autismo no Estado de México e o primeiro hospital infantil para meninos que padecem cancro, em Querétaro. | [ 13 ]                     |
| 2012    | 7 e 8 de dezembro   | 471 472 926 MXN         | 472 556 170 MXN  | +0,23%                                 | 36 064 042 USD                    | Caminhemos juntos                  | - Construir e equipar o vigésimo primeiro CRIT em Michoacán e equipar o Hospital Infantil de Oncología em Querétaro |                            |
| 2013    | 29 e 30 de novembro | 472 556 171 MXN         | 473 794 379 MXN  | +0,99%                                 | 36 158 539 USD                    | Gente extraordinária               | |                            |
| 2014    | 5 e 6 de dezembro   | 473 794 380 MXN         | 474 143 221 MXN  | +0.23%                                 | 33 007 500 USD                    | Sorri de coração Paixão pela vida  | - Construir e equipar o vigésimo segundo CRIT em Tijuana, Baixa Califórnia e aumentar o número de meninos atendidos no centro para meninos com autismo CAT. |                            |
| 2015    | 12 de dezembro      | 473 794 380 MXN         | 327 267 551MXN   | 500,000 visitas a algum centro Teletón | 602,710 visitas 327 267 551 MXN   | Vêem, conhece e decide             | - A meta deste ano foi que a gente conheça os centros Teletón (CRITS, CAT ou META) - Doações também foram aceites. |                            |

Na edição 2011 o presidente de México Felipe Calderón, fez o anúncio da construção do hospital de Reabilitação no Centro Médico Século XXI, bem como o área oncológica no Instituto de Pediatría, inspirados nos mesmos regulares que marcam os CRIT.

## Patrocínios
As operações do Teletón, também são mantidas por algumas empresas que financiam algumas despesas dos CRITs durante todo o ano, além de realizar as respectivas doações económicas nos dias do evento. O benefício principal que recebem os patrocinadores, é que durante a transmissão, só eles terão acesso aos cortes comerciais.

## Transmissões

### Televisão
É unicamente para O Grupo Televisa (as emissões são XEW-TV e seu canal no estrangeiro, XHTV e XEQ-TV).
A transmissão entre 1997 e 2014 foi a sexta-feira às 10:30 da noite até o domingo à 01:30 da manhã no 2015 será o sábado às 08:00 da manhã até o domingo às 12:00 da tarde